# Spodnje Vrtiče
Spodnje Vrtiče je naselje u slovenskoj Općini Kungoti. Spodnje Vrtiče se nalazi u pokrajini Štajerskoj i statističkoj regiji Podravskoj. 

## Stanovništvo
Prema popisu stanovništva iz 2002. godine naselje je imalo 181 stanovnika.